# Zeev Shefer

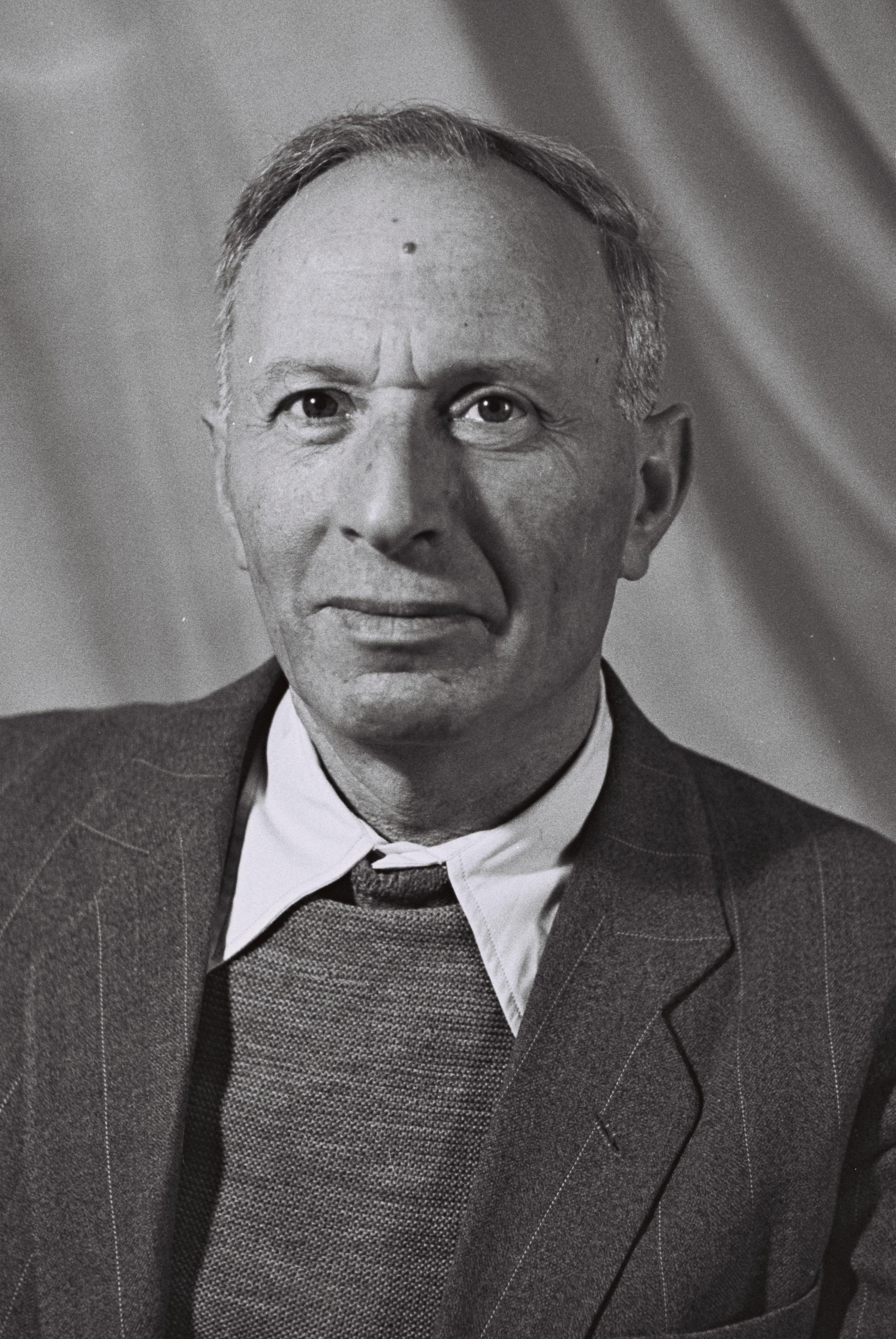
Shefer zeev, 1951

Zeev Shefer (en hebreo: זאב שפר, nacido Zeev Feinstein) (Uman, Imperio Ruso (hoy Ucrania), 21 de abril de 1906 - 10 de abril de 1964) fue un político israelí que sirvió como miembro de la Knesset para el Mapai entre 1951 y 1955.

## Biografía
Shefer nació en Uman (actual Ucrania), y asistió a una escuela rusa en Chisináu (actual Moldavia) antes de hacer aliá en 1913 a Eretz Israel, controlado entonces por el Imperio otomano. Se incorporó a la agrupación juvenil Tzeiri Zion y más tarde se convirtió en un miembro de Hapoel Hatzair. Después de que David Ben-Gurión y Yitzhak Ben-Zvi fueran expulsados por las autoridades otomanas, fue un miembro del comité central del Poalei Haivri. En 1917 se ofreció como voluntario para unirse a la Legión Judía. Después de ser desmovilizado vivió en la Baja Galilea.
En 1919 fue uno de los fundadores de Ajdut HaAvoda y al año siguiente ayudó a establecer el kibutz Ayelet Hashahar. Trabajó como miembro del pelotón especial de la policía montada que custodiaba las aldeas de la zona. En 1921 fue también uno de los fundadores de la Histadrut.
Shefer se trasladó a Tel Aviv, donde llegó a ser secretario del Consejo de Trabajadores de Tel Aviv y miembro del consejo de la ciudad en 1929. En 1939 fue nombrado secretario de Mapai. Durante la Segunda Guerra Mundial, entre 1939 y 1945, sirvió en el ejército británico. A su regreso al Mandato Británico después de la guerra, se convirtió en un miembro de la comandancia nacional de la Haganá, y también sirvió como comandante nacional de forma interina.
En 1949 se convirtió en miembro del secretariado de HaKibbutz HaMeuhad (Movimiento Kibutziano). Dos años más tarde fue elegido para la Knéset en la lista de Mapai, y fue nombrado Altavoz Adjunto. Cuando HaKibbutz HaMeuhad se dividió en 1952, fue uno de los fundadores de Ihud VeHaKibbutzim HaKvutzot alineado a Mapai. Shefer perdió su escaño en las elecciones de 1955. Murió en 1964 a los 57 años.